# Uggarde rojr

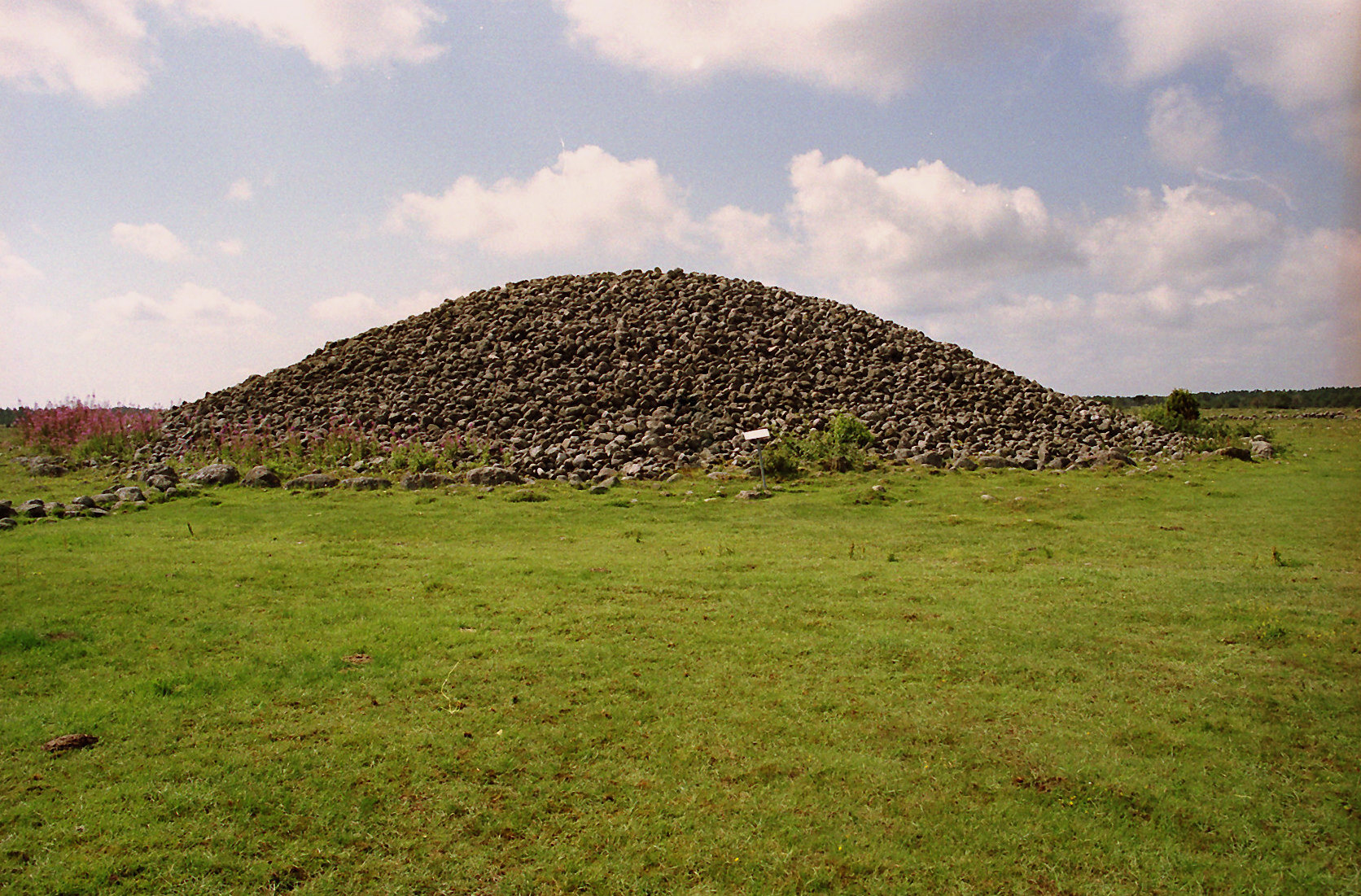
Uggarderojr

Uggarde rojr (Uggårda rojr, Uggarde röjr) vid gården Uggårda i Rone socken är Gotlands största gravröse. Det är daterat till äldre bronsåldern (1500-1000 f.Kr) och är 7 meter högt och 50 meter i diameter. I området ligger flera mindre gravrösen. Röset ligger på en glest bevuxen hed cirka 200 meter från den forna havsstranden på öns sydöstra kust. Det väldiga gravkumlet har en imponerande höjd, det saknar krater och är jämnt rundat. Anläggningens bas är omsluten med en kantkedja av stora stenblock och en stensträng, som förmodligen markerat en fägata för betande boskap, kantar vägen som leder in mot röset. I det öppna, ödsliga hedlandskapet ger gråstenskumlet ett mäktigt intryck.
Norr om röset ligger ett område med fornåkrar, i regel omkring 30 x 40 meter stora, omfattande en yta av ungefär 100 hektar. Arkeologiska undersökningar på 1970-talet har visat att åkrarna var i bruk från sen bronsålder fram till mitten av romersk järnålder.
Rojr, roir och rör är gotländska ord för röse.

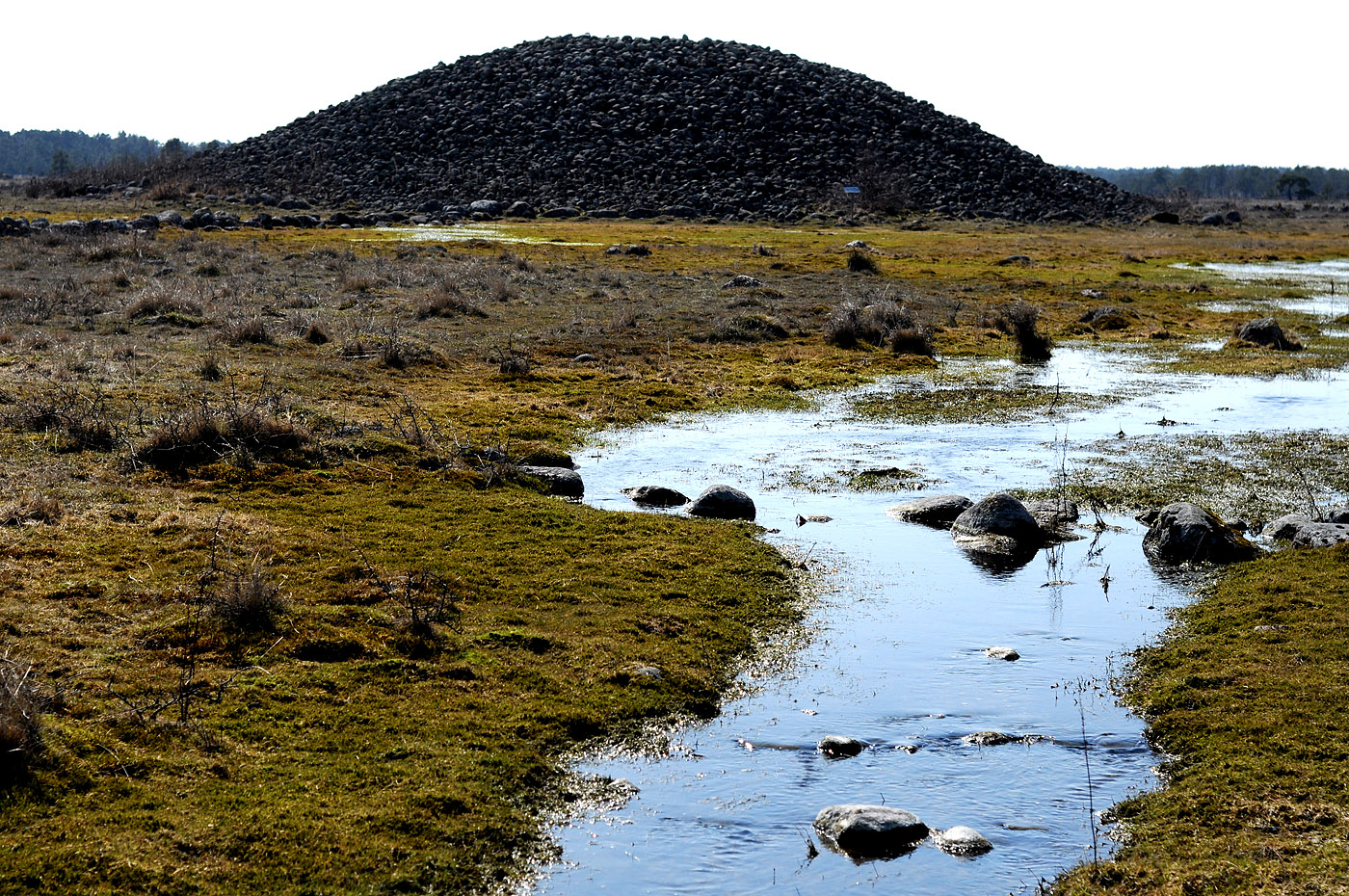
Uggarde rojr